# Belleville-sur-Mer
Belleville-sur-Mer är en kommun i departementet Seine-Maritime i regionen Normandie i norra Frankrike. Kommunen ligger i kantonen Dieppe-Est som tillhör arrondissementet Dieppe. År 2018 hade Belleville-sur-Mer 1 026 invånare.

## Befolkningsutveckling
Antalet invånare i kommunen Belleville-sur-Mer
| Referens: INSEE |